# يونج ثاج
جيفري لامار ويليامز (بالإنجليزية: Jeffery Lamar Williams) المعروف باسم يونج ثاج (بالإنجليزية: Young Thug) (مواليد 16 أغسطس 1991 –) هو رابر، ومغني، وكاتب أغاني، ومنتج أغاني أمريكي من أتلانتا (جورجيا).

## وصلات خارجية
يونج ثاج على موقع IMDb (الإنجليزية)
- يونج ثاج على موقع ميوزك برينز (الإنجليزية)
- يونج ثاج على موقع أول ميوزيك (الإنجليزية)
- يونج ثاج على موقع ديسكوغز (الإنجليزية)
- يونج ثاج على موقع ديسكوغز (الإنجليزية)
- يونج ثاج على موقع ديسكوغز (الإنجليزية)